# El gran blau
El gran blau (títol original en francès: Le Grand Bleu) és una pel·lícula dramàtica franco-italo-estatunidenca coescrita, coproduïda i dirigida per Luc Besson, estrenada l'any 1988. La pel·lícula és lliurement inspirada en les vides de Jacques Mayol i Enzo Maiorca, famosos campions de submergida en apnea.
La pel·lícula va rebre sis nominacions als César (entre els quals la de millor pel·lícula, millor director, millor actor) i es va endur el César a la millor música i al millor so.
Ha estat doblada al català.

## Argument
Jacques Mayol i Enzo Molinari es coneixen des de la infantesa, en els anys 1960. Han crescut junts a Grècia i comparteixen des de sempre la seva passió pel mar. Però després de l'accident en una submergida i de la mort  del seu pare, Jacques torna a França. Han passat vint anys, però la rivalitat entre els dos homes encara es viva. El campionat del món d' apnea No Limit a Taormina a Sicília al final dels anys 1980 és l'ocasió pels dos homes de trobar-se i d'explorar un món que ningú no coneix com ells.

## Repartiment
- Jean-Marc Barr : Jacques Mayol
- Jean Reno : Enzo Molinari (personatge inspirat en Enzo Maiorca)
- Rosanna Arquette: Johanna Baker
- Jean Bouise : l'oncle Louis
- Paul Shenar: doctor Laurence
- Marc Duret : Roberto
- Sergio Castellitto : Novelli
- Griffin Dunne : Duffy
- Andréas Voutsinas : el sacerdot ortodox
- Valentina Vargas : Bonita
- Geoffrey Carey : el patrocinador de la investigació submarina del començament de la pel·lícula
- Luc Besson : un submarinista durant el concurs (cameo)
- Bruce Guerra-Berthelot : Jacques Mayol, de jove
- Gregory Forstner : Enzo Molinari, de jove
- Claude Besson : el pare de Jacques Mayol
- Alessandra Vazzoler: La mare d'Enzo

## Producció

### Gènesi i desenvolupament
El guió s'inspira en la vida dels famosos apneistes Jacques Mayol i Enzo Maiorca. Si el primer ha servit de consultor, el segon no va ser advertit del projecte i va exigir que el seu nom fos canviat. El realitzador Luc Besson va començar molt d'hora  en aquest univers: els seus pares eren monitors de submergida i ell ho serà  un temps abans de tenir seqüeles físiques que l'impedien submergir-se massa. Amb 17 anys, descobreix una  pel·lícula sobre Jacques Mayol, que acaba llavors d'establir un rècord en apnea a menys 92 metres. Més tard, desitja explicar la vida del submarinista i retrobarà finalment Mayol l'any 1983 a Marsella.

## Premis i nominacions

### Premis
- César 1989 :
  - Millor música per Éric Serra
  - Millor so per Pierre Befve, Gérard Lamps i François Groult

### Nominacions
- César 1989 :
  - Millor pel·lícula per Luc Besson
  - Millor director per Luc Besson
  - Millor actor per Jean-Marc Barr
  - Millor actor en un segon paper per Jean Reno

## Al voltant de la pel·lícula
- La pel·lícula és dedicada a la filla del realitzador, Juliette Besson, la mare de la qual és l'actriu Anne Parillaud.
- El rècord de Jacques Mayol de 105 metres establert l'any 1983 (120 metres en la pel·lícula), considerat pels metges en la pel·lícula com un límit absolut, serà després pulveritzat: el 2007, el rècord d'apnea no limit és situat en 214 metres per Herbert Nitsch.
- El dofí Joséphine, heroïna de la pel·lícula, ha mort a l'edat estimada de 32 anys, el 23 d'agost de 2011, « conseqüència d'una malaltia renal associada a la seva edat molt avançada ».[5] Havia estat capturada als Estats Units el 1979 pel parc marí de Antibes. Joséphine havia estat famosa rodant « les escenes més tècnicament difícils » de la pel·lícula. Sobretot, quan va a buscar l'actor Jean-Marc Barr en les profunditats del  mar en l'escena final.[6]